# Danilo Pantić
Danilo Pantić (Servisch: Данило Пантић) (Ruma, 26 oktober 1996) is een Servisch voetballer die doorgaans speelt als middenvelder. In juli 2025 tekende hij voor Mladost Lučani.

## Clubcarrière
Pantić doorliep tussen 2007 en 2013 de jeugdopleiding van Partizan en werd in de zomer van 2013 overgeheveld naar het eerste elftal. Zijn debuut maakte hij op zestienjarige leeftijd, toen er op 26 mei 2013 met 5–0 gewonnen werd van Spartak Subotica. De middenvelder begon op de bank en viel in de tweede helft in voor verdediger Vladimir Volkov. Pantić speelde in twee jaar achttien competitiewedstrijden in het eerste van Partizan.
Chelsea haalde hem in juli 2015 vervolgens naar Engeland, waar hij een contract tekende tot medio 2019. De op dat moment regerend kampioen van de Premier League verhuurde hem gedurende het seizoen 2015/16 direct aan Vitesse. Op 30 juli 2015 debuteerde Pantić voor Vitesse, uit tegen Southampton in de derde voorronde van de Europa League. In de zomer van 2016 werd hij voor de duur van één seizoen gestald bij Excelsior. Bij Excelsior kwam de Serviër tot negen Eredivisieduels.
Het seizoen erna verhuurde Chelsea hem aan zijn oude club Partizan voor de duur van twee seizoenen. Op de helft van deze verhuurperiode kreeg Pantić een contractverlenging tot medio 2021. In 2019 huurde Fehérvár de middenvelder voor een seizoen. Na zijn terugkeer in Londen werd hij direct voor de vijfde maal op rij verhuurd, dit keer aan Čukarički. In de zomer van 2021 verliep de verbintenis van Pantić bij Chelsea, waarop hij terugkeerde bij Partizan. Vanaf de zomer van 2024 zat hij een jaar zonder club, voor Mladost Lučani hem overnam.

## Clubstatistieken
| Seizoen | Club           | Competitie        | Competitie | Competitie | Beker | Beker | Internationaal | Internationaal | Totaal | Totaal |
| Seizoen | Club           | Competitie        | Wed.       | Dlp.       | Wed.  | Dlp.  | Wed.           | Dlp.           | Wed.   | Dlp.   |
| ------- | -------------- | ----------------- | ---------- | ---------- | ----- | ----- | -------------- | -------------- | ------ | ------ |
| 2012/13 | Partizan       | Superliga         | 1          | 0          | 0     | 0     | 0              | 0              | 1      | 0      |
| 2013/14 | Partizan       | Superliga         | 10         | 1          | 0     | 0     | 0              | 0              | 10     | 1      |
| 2014/15 | Partizan       | Superliga         | 7          | 1          | 0     | 0     | 6              | 0              | 13     | 1      |
| 2015/16 | Chelsea        | Premier League    | —          | —          | —     | —     | —              | —              | 0      | 0      |
| 2015/16 | → Vitesse      | Eredivisie        | 6          | 0          | 0     | 0     | 2              | 0              | 8      | 0      |
| 2016/17 | → Excelsior    | Eredivisie        | 9          | 0          | 2     | 0     | —              | —              | 11     | 0      |
| 2017/18 | → Partizan     | Superliga         | 31         | 4          | 4     | 1     | 11             | 0              | 46     | 5      |
| 2018/19 | → Partizan     | Superliga         | 32         | 6          | 5     | 1     | 8              | 1              | 45     | 8      |
| 2019/20 | → Fehérvár     | Nemzeti Bajnokság | 8          | 0          | 0     | 0     | —              | —              | 8      | 0      |
| 2020/21 | → Čukarički    | Superliga         | 28         | 1          | 1     | 0     | —              | —              | 29     | 1      |
| 2021/22 | Partizan       | Superliga         | 16         | 3          | 2     | 0     | 8              | 1              | 26     | 4      |
| 2022/23 | Partizan       | Superliga         | 18         | 1          | 0     | 0     | 1              | 0              | 19     | 1      |
| 2023/24 | Partizan       | Superliga         | 2          | 0          | 0     | 0     | 1              | 0              | 3      | 0      |
| 2024/25 | —              | —                 | —          | —          | —     | —     | —              | —              | —      | —      |
| 2025/26 | Mladost Lučani | Superliga         | 0          | 0          | 0     | 0     | —              | —              | 0      | 0      |
| Totaal  | Totaal         | Totaal            | 168        | 17         | 14    | 2     | 37             | 2              | 219    | 21     |

Bijgewerkt op 21 juli 2025.

## Erelijst
| Superliga | 2 | 2012/13, 2014/15 |
| Lav Kup   | 2 | 2017/18, 2018/19 |